# Unión Baloncesto Archena
El Unión Baloncesto Archena es un equipo de baloncesto de Archena, Región de Murcia, más conocido como La Salud Archena, que durante la temporada 2024-25 milita en Segunda FEB.

## Historia
Nació en 2013 tras la fusión del CD Estudiantes de Archena, CB Archena y CB Eutyches. En la temporada 2013-14, realiza su inscripción en Liga EBA, en la que perdería la categoría en su primera temporada.
Tras siete temporadas en las categorías regionales, en la temporada 2021-22 regresa a la Liga EBA, que disputaría durante tres temporadas.
El 11 de mayo de 2024, logra el ascenso a la liga LEB Plata (actualmente denominada Segunda FEB) en la fase de ascenso disputada en Gandía, siendo campeón del grupo donde se enfrentó a la Cultural y Deportiva Leonesa, CB Aridane y DM Group Mollet.

## Denominaciones
- Construcciones Iniesta UB Archena (2013-2015)
- Autocares Mellizo UBA (2015-2016)
- La Salud Archena UBA (2016-2018)
- GCMur Consultores UBA (2018-2019)
- GCMur UBA (2019-2020)
- La Salud Archena (2021-)

## Temporadas
| Temporada | Nivel | División     | Pos. | Postemporada              | TR    | PO  | Copa        | Copa |
| --------- | ----- | ------------ | ---- | ------------------------- | ----- | --- | ----------- | ---- |
| 2013-14   | 4     | Liga EBA     | 14.º | Descenso                  | 5-21  | –   | –           | –    |
| 2014-15   | 5     | 1.ª División | 3.º  | Cuartos final (5.º)       | 14-6  | 0-2 | –           | –    |
| 2015-16   | 5     | 1.ª División | 5.º  | Cuartos final (5.º)       | 14-8  | 1-2 | –           | –    |
| 2016-17   | 5     | 1.ª División | 7.º  | Cuartos final (7.º)       | 8-12  | 0-2 | –           | –    |
| 2017-18   | 5     | 1.ª División | 5.º  | Final A4 (3.º)            | 16-8  | 3-2 | –           | –    |
| 2018-19   | 5     | 1.ª División | 6.º  | Cuartos final (6.º)       | 12-12 | 1-2 | –           | –    |
| 2019-20   | 5     | 1.ª División | 7.º  | –                         | 11-9  | –   | –           | –    |
| 2020-21   | 5     | 1.ª División | –    | –                         | –     | –   | –           | –    |
| 2021-22   | 4     | Liga EBA     | 10.º | –                         | 19-9  | –   | –           | –    |
| 2022-23   | 4     | Liga EBA     | 3.º  | –                         | 17-7  | –   | –           | –    |
| 2023-24   | 4     | Liga EBA     | 2.º  | Fase final (3.º)/ Ascenso | 22-2  | 2-1 | –           | –    |
| 2024-25   | 3     | Segunda FEB  | 5.º  | Cuartos final (8.º)       | 14-12 | 2-2 | Copa España | FG   |